# Хімічні атаки під час російсько-української війни
Протягом російсько-української війни мали місце численні випадки атак із застосуванням отруйних речовин.
Перші випадки атак із застосуванням хімікатів були зафіксовані під час боїв за термінали Донецького аеропорту в 2015 році. З початком повномасштабного російського вторгнення в лютому 2022 року низка експертів та політиків попереджали про імовірність застосування Росією хімічної зброї.
Наприкінці 2023 — початку 2024 року російські війська перейшли до систематичного застосування в бойових діях хімічних боєприпасів з речовинами подразнювальної дії.
Організація із заборони хімічної зброї (ОЗХЗ) у своїх звітах, опублікованих у листопаді 2024 року, лютому 2025 року, червні 2025 року, підтвердила застосування російськими військами «токсичної хімічної речовини» проти українських сил, що є порушенням міжнародного права.

## Передісторія
І Росія, і Україна є сторонами Женевського протоколу 1925 року «про заборону застосування на війні задушливих, отруйних або інших подібних газів та бактеріологічних засобів» та Конвенції про заборону хімічної зброї.

## Історія

### Огляд

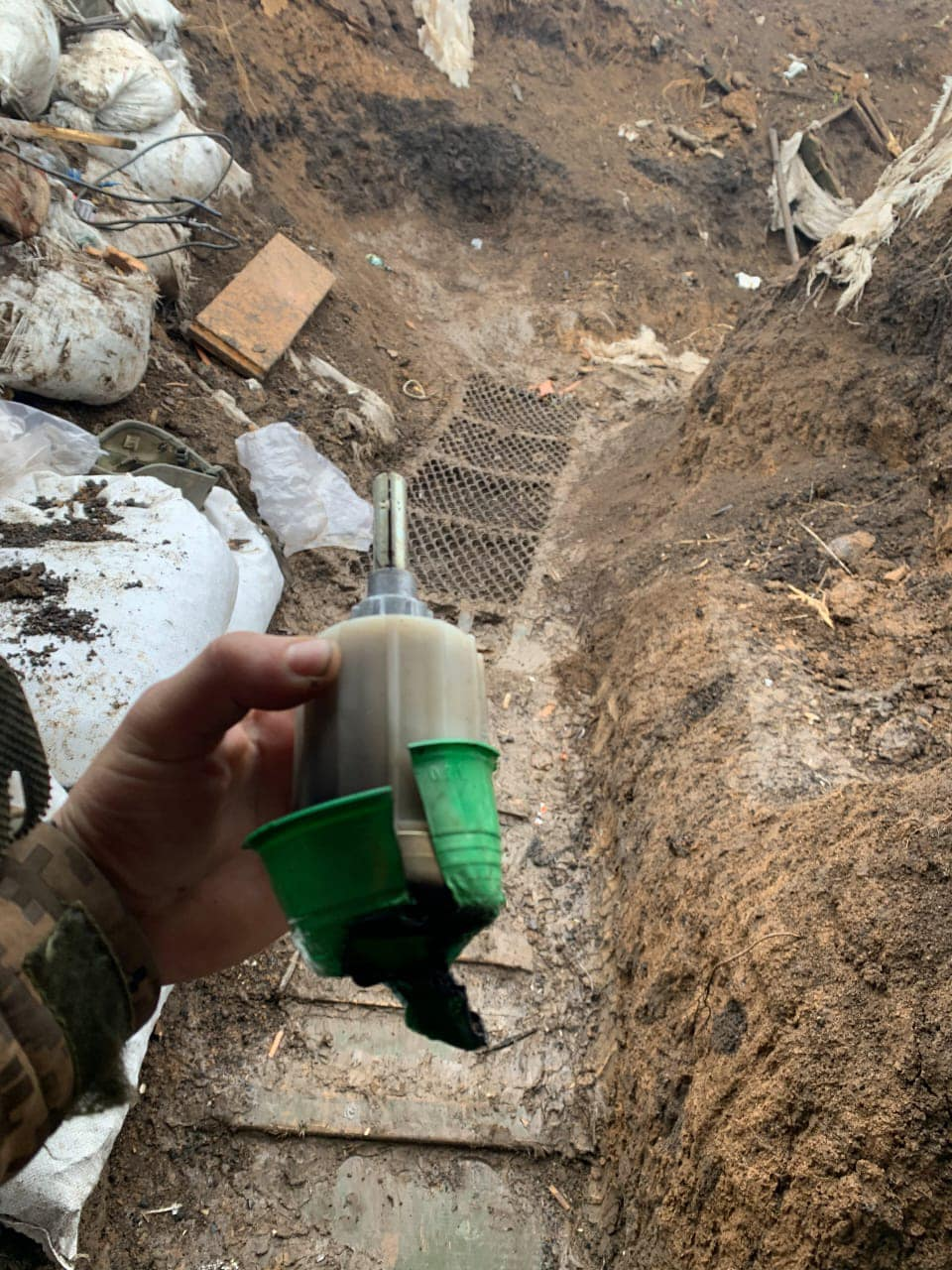
Одна зі скинутих на позиції українських прикордонників граната К-51

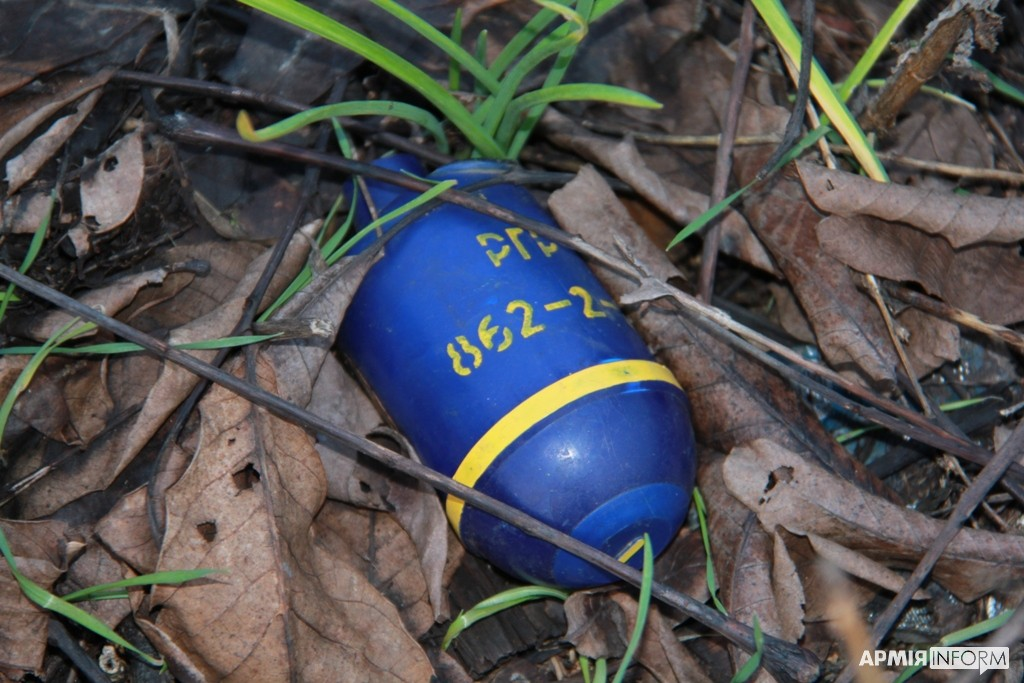
Знайдена в серпні 2022 року під Сулигівкою (Харківська область) ручна аерозольна граната РГР «Рулет-ВВ»

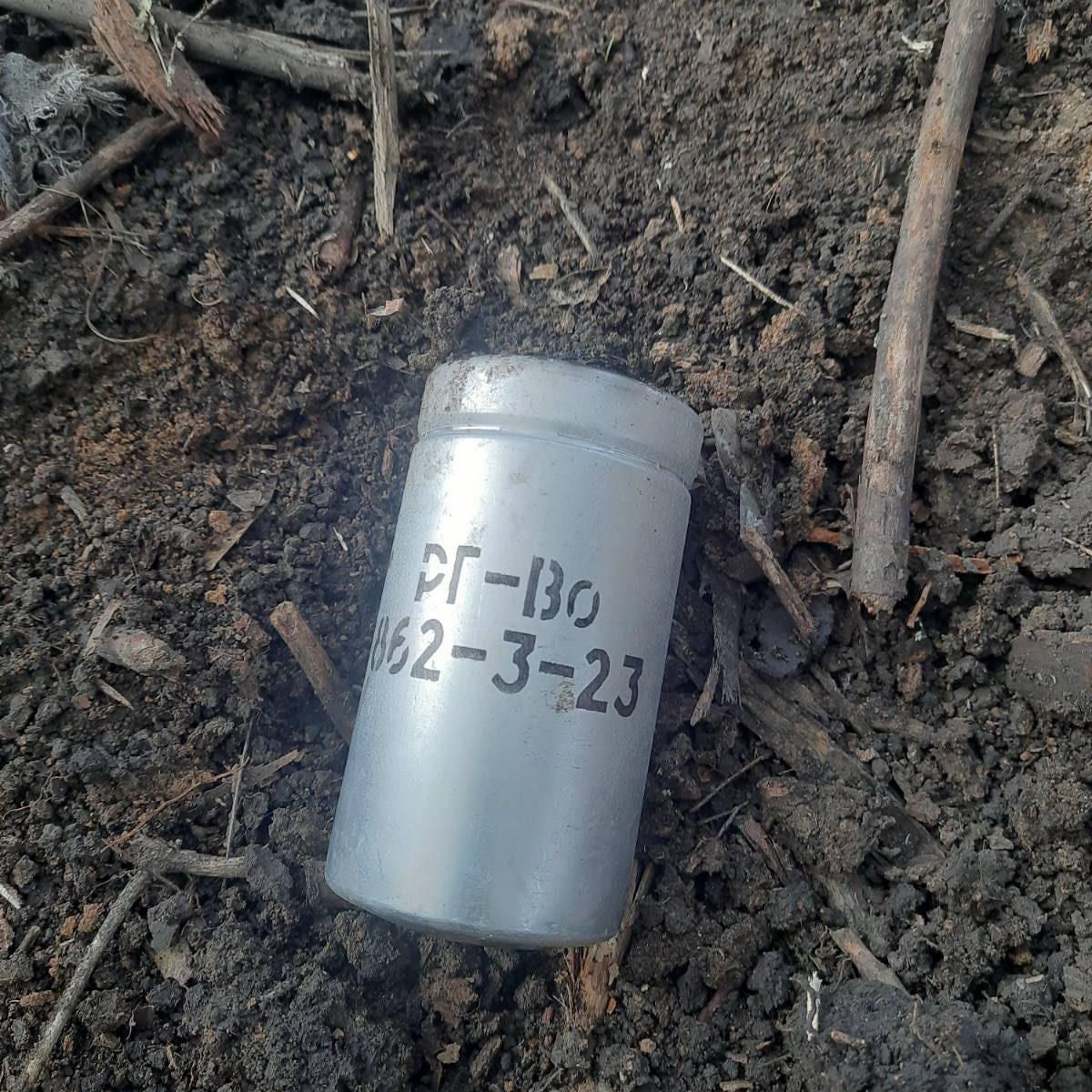
Виявлена 14 грудня 2023 року нова російська аерозольна граната РГ-Во з отруйною речовиною CN

Російські бойовики вдались до застосування хімічних гранат К-51 (речовина CS) під час боїв за термінали Донецького аеропорту в 2015 році. Тоді було неодноразово помічено застосування сльозогінної отруйної речовини проти українських захисників.
Про застосування таких гранат неодноразово повідомляли українські військові під час повномасштабного вторгнення з лютого 2022 року. Зокрема, про застосування проти них отруйних речовин задушливої та подразнювальної дії українські військові повідомляли під час боїв за Маріуполь (що не дивно, адже в квітні 2022 року офіційний представник російських окупаційних військ у Донецькій області Едуард Басурін відкрито закликав до застосування хімічної зброї проти захисників Маріуполя, аби полегшити росіянам штурм заводу «Азовсталь») та за Бахмут.
9 грудня 2022 року під час засідання Постійної ради ОБСЄ у Відні Європейський Союз навіть засудив застосування гранат із сльозогінним газом російськими військовими.
З лютого 2023 року Силам оборони України вдалось організувати відбір проб згідно правил ОЗХЗ зі збереженням ланцюжку притягнення до відповідальності в суді (англ. chain of custody). Від цього моменту Командування Сил підтримки Збройних веде офіційних відлік зареєстрованих випадків застосування хімічної зброї.
Станом на першу половину січня 2024 року український Генеральний штаб зафіксував 626 фактів застосування російськими загарбниками боєприпасів з отруйними хімічними речовинами. При цьому, такі випадки стають лише частішими. Станом на середину січня відбувалось близько 10 таких випадків застосування хімічних боєприпасів щодня. Протягом січня 2024 року Сили Оборони України зафіксували 229 випадків, а протягом лютого — 250 випадків застосування російськими загарбниками отруйних речовин подразнювальної дії, із них — 244 випадки застосування аерозольних гранат. Таким чином, загальна кількість зафіксованих випадків сягнула 1068. Протягом березня 2024 року вже було зафіксовано 371 випадок застосування хімічних боєприпасів, а загальна кількість сягнула 1412 від лютого 2023 року. Протягом квітня 2024 року — 444 випадки (1981 випадок від лютого 2023 року), серпня — 447, вересня — 250.
Станом на кінець травня 2025 року кількість зафіксованих випадків від 15 лютого 2023 року сягнула 9167 (лише протягом травня зафіксовано 888 випадків).
За даними українських військових у переважній частині випадків російські загарбники скидають хімічні гранати К-51, рідше — РГР, «Дрофа-ПМ», 40-мм газові гранати ВГМ 93.200, саморобні вибухові пристрої споряджені різними отруйними хімікатами. Також здійснюються артилерійські обстріли снарядами із вмістом хімічно небезпечних речовин. Крім того, зафіксовано застосування російськими військами навчального боєприпасу УБ-105 (штатно споряджений речовиною УРФОВ-2), призначеного для імітації застосування отруйної речовини нервово-паралітичної дії VX. Так, наприклад, індикаторна плівка АП-1 виявляє дану речовину, а індикаторні трубки ИТ-44 та ИТ-55 — ні.
В грудні 2023 року зафіксовано застосування нових аерозольних гранат виробництва 2023 року РГ-Во з отруйною речовиною подразнювальної дії CN.
В квітні 2025 були зафіксовані випадки застосування росіянами ударних БпЛА типу Shahed, споряджених отруйними речовинами. Зокрема, з концентрованим CS.
Українські військові повідомляли про застосування росіянами й інших отруйних речовин: хлоропікрину, синильної кислоти, тощо з летальними наслідками.
Зазвичай, скидами аерозольних гранат росіяни намагаються примусити українських військових покинути бліндажі після чого на них скидають або звичайні уламкові гранати, або ж обстрілюють іншими боєприпасами. Натомість, на тлі проблем з постачанням засобами особистого захисту українські настанови радили солдатам у гіршому випадку (зокрема, якщо не вдалось вдягнути протигаз) залишатись в укриттях й перетерпіти перші кілька хвилин поки не відбудеться звикання до хімікату.

### Придушення протестів
Російські загарбники вдавались до застосування сльозогінних гранат для придушення мирних акцій протесту в окупованих ними містах.
16 березня 2022 року в окупованому Скадовську стався перший відомий випадок застосування хімічних боєприпасів — сльозогінних гранат для придушення мирної акції протесту на окупованій території. Мешканці міста виступили проти викрадення окупантами мера міста Олександра Яковлева, його заступника Олександра Грищенка, та секретаря міськради Юрія Палюхи.
Перші 3 тижні окупаційний контингент не перешкоджав проведенню акцій протесту на площі Свободи в окупованому Херсоні, проте 21 березня 2022 року росіяни заборонили проведення масових акцій. Попри це того ж дня херсонці знову вийшли на протест, який був розігнаний світлошумовими та сльозогінними гранатами.

### Російська пропаганда
2 травня 2023 року державний російський «Перший канал» повідомляв, що російські війська застосовували бойові отруйні речовини проти українських військ. В репортажі командир батальйону зі складу 88-ї бригади розповів, що скидав на українські позиції гранати К-51 з безпілотників аби «викурювати» їх з укриттів.
В другій половині грудня 2023 року 810-та бригада морської піхоти Чорноморського флоту Росії відкрито підтвердила застосування нею хімічних гранат К-51 в бойових діях на лівому березі Дніпра — оприлюднили публікацію та відео «скидання гранат К-51 з безпілотників» на українські позиції.
29 травня 2024 року російський пропагандистський канал «RT» у соціальних мережах поширив репортаж в якому було показано скид хімічної гранати РГ-Во на бліндаж з українськими військовими аби «викурити» їх з укриття.
Про використання споряджених хлоропікрином боєприпасів заявив російський військовий блогер 20 жовтня 2024 року.

## Техногенні катастрофи

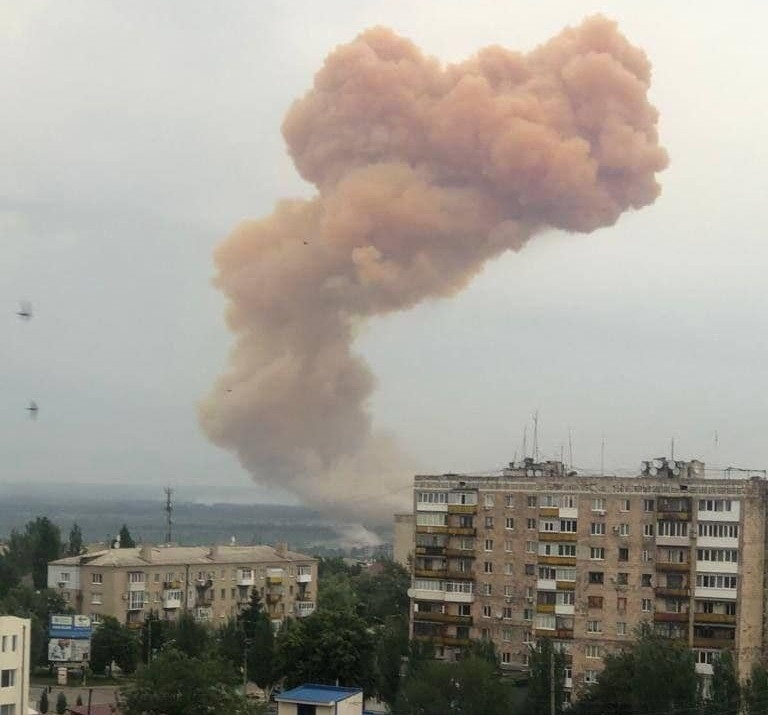
Хмара азотної кислоти здіймається над Сєвєродонецьком внаслідок удару по заводу «Азот», 31 травня 2022 року

В ході боїв за Сєвєродонецьк 31 травня 2022 року війська агресора завдали повітряного удару по хімічному підприємству «Азот» і знищили у ньому цистерну з азотною кислотою. Внаслідок цього авіаудару утворилась хмара випарів кислоти рожевого кольору. В першій половині квітня 2022 року в ході боїв за Рубіжне, що знаходиться поруч, мало місце кілька ударів по цистернах з азотною кислотою. Внаслідок отруєння випарами азотною кислотою серед захисників міста траплялись випадки ураження дихальних шляхів.
Також траплялись численні випадки з витоком аміаку внаслідок російських ракетних ударів. Так, в квітні 2022 року уламки російської ракети пошкодили цистерну на території Тернопільської області, з пошкодженої ємності аміак потрапив у річку Іква.
21 березня 2022 року внаслідок артилерійського обстрілу росіянами заводу «Сумихімпром» було пошкоджено резервуар з аміаком. Під загрозою опинилось село Новоселиця.
20 травня 2022 року крилатою ракетою повітряного базування було завдано удару по промисловому підприємству з добривами в Одеській області. Запах аміаку було відчутно аж в Миколаєві, але, за даними ДСНС України загрози людям не було.
30 травня 2022 року було пошкоджено дренажний клапан аміакопроводу Тольятті — Одеса у Бахмутському районі. Завдяки тому, що аміакопровід на той час газ не перекачував і високого тиску в ньому не було, то район ураження був невеликий і значної небезпеки для людей витік газу не становив. 6 червня 2023 року аміакопровід був знову пошкоджений, але тепер вже в Куп'янському районі Харківської області. За оцінками, в атмосферу потрапило 134 тон аміаку. Отруйну хмару віднесло вітром в бік тимчасово окупованих території Луганської та Донецької областей.
26 вересня 2022 року сталось руйнування газогонів «Північний потік» на дні Балтійського моря. Низка дослідників висловили занепокоєння оскільки, серед іншого, вибухи стались порівняно неподалік (ледь більше за 20 км) від місця захоронення близько 11 тисяч тон різних отруйних речовин хімічної зброї після Другої світової війни в 1947 році.
Під час нічної ракетної атаки 20 серпня 2024 року російські окупанти поцілили у промисловий об'єкт у Тернопільській області, де розпочалася пожежа. Внаслідок пожежі в повітрі міста Тернопіль було виявлено перевищення у 4-10 разів граничних допустимих норм вмісту хлору та соляної кислоти.

## Розслідування
І Росія, і Україна є сторонами Женевського протоколу 1925 року «про заборону застосування на війні задушливих, отруйних або інших подібних газів та бактеріологічних засобів» та Конвенції про заборону хімічної зброї.
Використання хімічної зброї може вважатись воєнним злочином згідно статей 8(2)(b)(xvii) та 8(2)(e) Римського статуту Міжнародного кримінального суду. Попри те, що ані Україна, ані Росія не ратифікували цей статут, Україна задекларувала про підтримку юрисдикції Міжнародного кримінального суду стосовно воєнних злочинів на території країни. 2 березня 2022 року Прокуратура МКС офіційно відкрила провадження та при співпраці української влади документує можливі воєнні злочини.
За словами представників України присутні на ділянках фронту групи радіологічної та хімічної розвідки Збройних Сил України при отриманні інформації про застосування ворогом хімічних боєприпасів виїжджають на місце події. Вони беруть зразки ґрунту, рослинності та уламків боєприпасів і відправляють їх на аналіз, результати якого можуть бути використані для подальшого розслідування російських воєнних злочинів.
24 квітня 2024 року Верховна Рада України 289 голосами ратифікувала Додаткову угоду між Україною та Технічним секретаріатом Організації із заборони хімічної зброї про привілеї та імунітети для візитів технічної допомоги. За словами першого заступника міністра закордонних справ Андрія Сибіги «угода відкриває дорогу для місій Організації в Україну з метою фіксації та збору необхідних доказів для їх подальшого представлення на розгляд держав-учасниць».
Державний департамент США назвав застосування окупаційними військами РФ проти Сил оборони України отруйного хімікату хлорпікрин як одну з причин введення проти РФ чергового пакету санкцій.
Влітку 2024 року фахівці російського ЦНДІ-27 Міністерства оборони РФ надрукували наукову статтю про результати газової та рідинної хромато-мас-спектрометрії зразків ґрунту та невстановлених боєприпасів із зони бойових дій, в яких були виявлені залишки CS та продуктів її розкладу.
18 листопада 2024 року ОЗХЗ оприлюднила звіт про розслідування, проведеного за запитом України. Технічний секретаріат ОЗХЗ був направлений до України у зв'язку з інцидентом, який, як повідомляється, стався 20 вересня 2024 року уздовж ліній протистояння протиборчих сил поблизу села Грушівка в Дніпропетровській області. Проведене фахівцями ОЗХЗ розслідування показало наявність речовини CS та використання боєприпасу РГ-Во (з серійним номером 862-2-24). На прохання України звіт був розсекречений та оприлюднений на офіційному сайті організації.
16 грудня 2024 року Служба безпеки України заочно повідомила про підозру начальнику військ радіаційного, хімічного та біологічного захисту Збройних сил РФ генерал-лейтенанту Ігорю Кіріллову, відповідальному за масове застосування російськими військами хімічної зброї проти Сил оборони України.
14 лютого 2025 року ОЗХЗ оприлюднила звіт про другий візит до України для розслідування трьох випадків застосування Росією хімічної зброї, що мали місце 2 жовтня 2024 неподалік села Мар'ївка та 12 і 14 жовтня 2024 року села Грушівка в Дніпропетровській області. У відібраних зразках були знайдені залишки речовини CS та продуктів її розпаду.

## Реакції

### Часопис

#### 2022 рік
- в березні 2022 року Президент США Джо Байден заявив, що ризик застосування Росією хімічної зброї «реальний», однак вона заплатить за це «сувору ціну» та викличе реакцію з боку НАТО[56][57][58].
- 10 березня 2022 року очільниця МЗС Великої Британії Ліз Трасс повідомила, що Росія була помічена раніше у застосуванні хімічної зброї у військових конфліктах, але використання її в Україні «стане великою помилкою з боку Росії, на додачу до великих помилок, вже зроблених путіним»[59].
- 9 грудня 2022 року під час засідання Постійної ради ОБСЄ у Відні Європейський Союз засудив застосування гранат із сльозогінним газом російськими військовими[10].
- 13 квітня 2022 року технічний секретаріат Організації із заборони хімічної зброї при ООН «стривожений нещодавніми непідтвердженими повідомленнями про застосування хімічної зброї в Маріуполі» та з приводу обстрілів, «спрямованих на хімічні заводи, розташовані в Україні, разом зі звинуваченнями з обох боків щодо можливого неналежного застосування токсичних хімікатів»[60]

#### 2023 рік
- 20 травня 2023 року під час 5-ї оглядової Конференції держав-учасниць Конвенції про заборону хімічної зброї (КХЗ) Україна засудила застосування хімічної зброї російськими терористами та їхніми спільниками в Україні, Сирії, Іраку, Малайзії та Британії. Вперше за попередні 26 років Росія не була обрана на посаду віцеголови Конференції[61].

#### 2024 рік
- 29 лютого 2024 року постійне представництво російської федерації при ОЗХЗ поширило ноту, в якій було відкинуто всі звинувачення на адресу Росії з приводу можливих порушень Конвенції та натомість висловлено купу зустрічних звинувачень проти «бойовиків Київського режиму». Крім того, відомі випадки застосування режимом Асада хімічної зброї в Сирії були названі фальсифікаціями заради створення приводу для ракетних ударів союзників. Так само фальсифікаціями були названі всі без винятку докази застосування російськими військовими хімічної зброї в Україні[62].
- 7 березня 2024 року делегація України при ОБСЄ закликала міжнародну спільноту відреагувати на застосування Росією хімічних боєприпасів проти Сил Оборони України втому числі й тому, що таким чином Росія створює небезпечний прецедент яким підриває основу системи нерозповсюдження зброї масового знищення[47].
- 6 березня 2024 року на 105-му засіданні Виконавчого Комітету ОЗХЗ посол Великої Британії до ОЗХЗ зазначив, через два роки після початку повномасштабного вторгнення досі з'являються докази використання Росією «засобів боротьби із заворушеннями» як «методу ведення війни». Також була висловлена солідарність з Україною та обіцяно суворі наслідки для Росії у випадку використання нею хімічної зброї[63].
- 5-8 березня 2024 року на 105-му засіданні Виконавчого Комітету ОЗХЗ посол Німеччини до ОЗХЗ висловив занепокоєння численними повідомленнями застосування Росією «засобів боротьби із заворушеннями» як «методу ведення війни», що є грубим порушенням Конвенції. Він зазначив, що в жовтні 2023 року Німеччина, від імені низки країн звернулась по роз'яснення до Росії, а отримана відповідь була вкрай непереконлива. Тому на початку березня 2024 року низка країн звернулась до Виконавчого Комітету по допомогу в отриманні роз'яснень[64].
- 8 березня 2024 посол України при ООН Сергій Кислиця звернувся до Генерального Секретаря ООН з проханням поширити оприлюднене перед тим Україною повідомлення на 105-му засіданні Виконкому ОЗХЗ серед країн-учасниць Генеральної Асамблеї ООН[65].
- 4 квітня 2024 року в річній доповіді Державного департаменту США про стан дотримання умов Конвенції про заборону хімічної зброї у світі Росія була визнана порушником Конвенції через низку причини, зокрема — існування незадекларованої програми з дослідження та виробництва хімічної зброї (що стало очевидним після отруєнь Скрипалів та Навального), сприяння сирійським військовим у здійсненні хімічної атаки на Думу, та через явне використання «засобів боротьби з масовими заворушеннями» як «методу ведення війни» проти України[66].
- 7 травня 2024 року речник Організації із заборони хімічної зброї повідомив, що організація ретельно стежить за перебігом подій від початку російського вторгнення з лютого 2022 року. За словами речника, і Росія, і Україна, висунули звинувачення одна проти одною з приводу застосування отруйних хімікатів. Проте, ці обвинувачення досі не вдалось підкріпити належно зібраними доказами. Також було зазначено, що застосування «засобів боротьби з масовими заворушеннями» як «методу ведення війни» робить їх хімічною зброєю з точки зору Конвенції. Попри відсутність офіційних звернень до Секретаріату з приводу застосування отруйних хімікатів в ході війни Організація продовжує надавати Україні матеріально-технічну допомогу[67].
- Україна 7 травня 2024 року МЗС України повідомило, що за підсумками онлайн-зустрічі заступника міністра Андрія Сибіги та генерального директора ОЗХЗ Фернандо Аріаса Організацію було поінформовано про системні порушення Росії та використання боєприпасів, споряджених токсичними хімічними речовинами проти українських військовослужбовців[68].
- та : 7 червня 2024 року Держави-учасниці Ініціативи з обміну інформацією у сфері РХБ та ядерної безпеки та захищеності щодо України зобов'язалися забезпечити навчання та постачання обладнання для захисту особового складу українських Сил безпеки та оборони[69].
- 10 жовтня 2024 року в ході 107-ї сесії Виконавчої ради ОЗХЗ постійний представник України при ОЗХЗ Олександр Карасевич повідомив, що: «… задокументовано 2058 випадків звернення військовослужбовців по медичну допомогу із симптомами хімічного ураження різного ступеня тяжкості, а також три летальних випадки від гострих отруєнь невідомою хімічною речовиною». Крім того, «протизаконна тактика російських окупантів змушує українських військових залишати свої позиції та укриття, будучи вразливими для ударів зі звичайної зброї. Крім того, критичним фактором є психологічний вплив цих хімічних речовин на українських військовослужбовців»[70].

#### 2025 рік
- Українська делегація на 108-му засіданні Виконавчої ради ОЗХЗ в Гаазі представила докази системного та цілеспрямованого застосування Росією хімічної зброї у війні проти України. Українська делегація привернула увагу до другого звіту ОЗХЗ, в якому було підтверджено, що передані Україною речові докази місять речовину CS[71].
- 4 липня 2025 року Служба військової розвідки та безпеки Нідерландів (MIVD), Служба загальної розвідки та безпеки Нідерландів (AIVD) та Федеральна розвідувальна служба Німеччини (BND) повідомили, що використання Росією хімзброї проти України розширюється, все частіше Росія використовує широкий спектр хімічної зброї і такі потужні агенти, як хлоропікрин. Зокрема, міністр оборони Нідерландів Рубен Брекельманс заявив, що: «Ми звертаємо на це увагу громадськості зараз, тому що застосування хімічної зброї Росією не повинно бути нормалізованим. Зниження порогу використання цього типу зброї становить небезпеку не лише для України, а й для решти Європи та світу.»[72][73]. Голова військової розвідки Нідерландів Пітер Рісінк також заявив, що застосування хімічної зброї не є якоюсь «імпровізацією на фронті», а є частиною «ширшої програми» включно з виробництвом та розробкою хімічної зброї в росії[74].

### Санкції
1 травня 2024 року  Державний департамент США оголосив про запровадження санкцій проти низки російських організацій за систематичні грубі порушення Конвенції про заборону хімічної зброї. Зокрема, за використання хлоропікрину та за використання «засобів боротьби з масовими заворушеннями як методу ведення війни». Санкції були накладені на:.
- Війська радіаційного, хімічного та біологічного захисту Міноборони Росії — за рутинне залучення в програму розробки хімічної зброї в Росії та через участь в атаках на українські війська із використанням хлоропікріну.
- російський Науково-дослідний інститут прикладної акустики — ця установа брала участь в закупівлях та накопиченні прекурсорів хімічної зброї.
- 48-ий Центральний науково-дослідний інститут російського Міноборони (48-ий ЦНДІ) — ця установа бере участь в програмі розробки біологічної зброї та на неї вже були накладені санкції в 2020 та 2021 роках.

Також санкції були накладені на низку приватних підприємств за постачання російським урядовим організаціям технологій, обладнання, тощо для робіт над хімічною зброєю.
8 жовтня 2024 року  Велика Британія запровадила санкції проти трьох російських установ та однієї фізичної особи у зв'язку застосуванням російськими військовими хімічної зброї проти України. До санкційних списків були додані війська радіологічного, хімічного та біологічного захисту російських збройних сил та їхній начальник Ігор Кирилов. Також до списку включені 27-й і 33-й науково-дослідні центри Міноборони Росії, за причетність до розробки хімічної та біологічної зброї.
В заяві британський уряд згадав про застосування російськими військовими бойової отруйної речовини «Новичок» при замаху на вбивство Сергія Скрипаля.
7 липня 2025 року до списку санкцій Великої Британії, накладених через застосування росією хімічної зброї, була додана одна установа — російський НДІ Прикладної Хімії, та дві особи — начальник військ радіологічного, хімічного та біологічного захисту Алексей Ртіщев і його заступник Андрей Марченко.